# Tamar Radzyner
Tamar Radzyner z domu Fajwlowicz (ur. jako Teofila Fajwlowicz; od 1945 Helena Gibowska; od 1954 po mężu Helena Młotecka; po 1959 Tamar Radzyner; ps. „Helena Fawel”, ur. 31 marca 1932 w Łodzi, zm. 7 czerwca 1991 w Wiedniu) – polsko-austriacka pisarka, dziennikarka i tłumaczka pochodzenia żydowskiego.

## Życiorys
Od lutego 1940 przebywała wraz z rodziną w Litzmannstadt Getto, gdzie należała to antyfaszystowskiego, młodzieżowego ruchu oporu. W 1944 została wywieziona do Auschwitz-Birkenau, a następnie wywieziona do KL Stutthof i KL Flossenburg, gdzie skąd wiosną 1945 uciekła do Czechosłowacji. Po powrocie do Polski przyjęła imię i nazwisko Helena Glibowska. Zamieszkała w Łodzi, gdzie pracowała w fabryce włókienniczej, działała w Związku Młodzieży Polskiej oraz pracowała w redakcji „Sztandaru Młodych”. Następnie była zastępczynią redaktora naczelnego magazynu „Dookoła Świata” oraz ukończyła studia polonistyczne.
W 1954 poślubiła Władysława Młoteckiego (Wiktora Niutka Radzynera). W związku z nasilającym się antysemityzmem w Polsce, we wrześniu 1959 roku Tamar wraz z dziećmi i mężem wyemigrowała do Wiednia, do rodziny męża. Tam podjęła studia medyczne na uniwersytecie, które porzuciła ze względu na sytuację finansową.

## Twórczość
Publikowała w języku polskim, a od około 1964 roku we Wiedniu, także po niemiecku. Głównie wiesze, pieśni oraz sztuki teatralne. W swojej twórczości swobodnie posługiwała się językiem polskim, natomiast w niemieckiej, popełniała błędy gramatyczne. Pisała teksty dla Georga Kreislera i Topsy Küppers, m.in. piosenki do rewii Lola Blau (1971) oraz na płytę Immer Wieder Widerstand (1973). Tworzyła także wiersze, teksty piosenek i skecze m.in. dla: Dorothei Neff, Angeliki Schütz, Evy Zilcher i Heinza Hruzy. Była również tłumaczką tekstów z języka hebrajskiego, jidysz, polskiego i rosyjskiego na język niemiecki. Pod pseudonimem Helene Fawel przetłumaczyła z jidysz m.in. wiersz Mordechaja Gebirtiga S’brent! (pol. Gore!).
Jej wiersze ukazały się w ramach tomiku poezji Mein wahre Heimat (pol. Mój prawdziwy dom) nakładem Alekto Verlag, na łamach którego ukazała się również poezja Stelli Rotenberg. W 2007 jej wiersze ukazały się w antologii In welcher Sprache träumen Sie? (pol. W jakim języku śnisz?). W 2017 roku jej wiersze zebrane zostały w tomiku pt. Nichts will ich dir sagen. Gedichte und Chansons mit Zeichnungen der Verfasserin (pol. Nie chcę ci nic mówić. Wiersze i piosenki z rysunkami autorki), wydanego nakładem Theodor Kramer Gesellschaft pod redakcją jej córki – Joanny Radzyner i Konstantina Kaisera. W 2021 tomik Nichts will ich dir sagen został przetłumaczony przez Giulię Fanetti i wydany w języku włoskim.
W latach 2017–2018 15 wierszy Radzyner zostało opracowanych i wydanych przez kompozytora – Friedricha Cerhę. W 2021 ukazała się płyta Mimikry, zawierająca 21 piosenek Tamar Radzyner, w wykonaniu Brigitte Karner przy akompaniamencie saksofonisty, Edgara Unterkirchnera i pianisty, Roman Wohofskiego. W 2022 roku serbska piosenkarka i kompozytorka, Jelena Popržan, wydała płytę z piosenkami Tamar Radzyner.

### Życie prywatne
Była córką łódzkiego kupca i pianistki – Heleny z domu Gotlibowskiej. Miała cztery siostry i jednego brata. Podczas II wojny światowej zginęli jej rodzice oraz czworo z jej rodzeństwa. Jej mężem, od 1954, był Wiktor Niutek Radzyner – przywódca ruchu oporu w łódzkim getcie oraz polityk socjalistyczny. Miała z nim dwie córki – dziennikarkę Joannę Radzyner (ur. 1954) oraz ekonomistkę – Olgę Radzyner (1957–1999).
Zmarła w wyniku nowotworu. Została pochowana na Cmentarzu Centralnym w Wiedniu (nowy cmentarz żydowski, grupa: 13, rząd: 7, grób: 17).

## Publikacje
- Mein wahre Heimat, Edition Mnemosyne, Klagenfurt: Alekto Verlag, 1999, ISBN 978-3-900743-94-9.
- In welcher Sprache träumen Sie?: österreichische Lyrik des Exils und des Widerstands, Theodor Kramer Gesellschaft, 2007, ISBN 978-3-901602-25-2.
- Nichts will ich dir sagen. Gedichte und Chansons mit Zeichnungen der Verfasserin, Nadelstiche, Wien: Theodor Kramer Gesellschaft, 2017, ISBN 978-3-901602-59-7.
- Nulla voglio dirti. Poesie e chansons, Pesaro: Portatori d’Acqua, 2021, ISBN 978-8-898779-11-6.